# Granit Lekaj
Granit Lekaj (Kosovo, 23 de febrero de 1990) es un futbolista suizo. Juega como defensor y desde 2018 se encuentra en el F. C. Winterthur de la Superliga de Suiza.

## Clubes
| Club               | País  | Año       |
| ------------------ | ----- | --------- |
| F. C. Winterthur   | Suiza | 2010-2011 |
| F. C. Wil 1900     | Suiza | 2011-2015 |
| F. C. Schaffhausen | Suiza | 2015-2017 |
| F. C. Wil 1900     | Suiza | 2017-2018 |
| F. C. Winterthur   | Suiza | 2018-     |